# Zamarada griseola
Zamarada griseola är en fjärilsart som beskrevs av Fletcher 1974. Zamarada griseola ingår i släktet Zamarada och familjen mätare. Inga underarter finns listade i Catalogue of Life.